# L'erotismo
L'erotismo è un libro scritto dal sociologo Francesco Alberoni, pubblicato nella sua prima edizione durante l'anno 1986.

Il libro è scritto con uno stile divulgativo ed è impreziosito da riferimenti letterari e storici.
Le prime pagine sono dedicate alle due principali espressioni dell'erotismo maschile, ossia la pornografia con l'immagine portante delle donne insaziabili di sesso e di quello femminile, ossia il genere letterario rosa, nel quale l'erotismo si attiva nel momento in cui la donna attira l'attenzione e lo sguardo dell'eroe su di sé.
Nel capitolo intitolato "Il sogno della donna", Alberoni presenta alcune differenze presenti nell'ambito della struttura temporale dei sessi, ossia il tempo continuo per la donna e quello discontinuo per l'uomo. Inoltre, l'autore descrive la gestione femminile degli stati emotivi, la loro integrazione, l'importanza delle percezioni sensoriali, dell'identificazione con gli idoli e con il capo. La tendenza della donna è di trasformare l'erotismo in un rapporto continuo con lo stesso partner, oltre ad essere mediamente attratta dall'uomo in grado di scatenare emozioni violente e di amore appassionato. Per lei, il confine tra amore ed erotismo è più labile rispetto all'uomo.
Il capitolo seguente traccia un filo conduttore tra la pornografia occidentale e quella orientale e presenta le varie componenti della fantasia erotica maschile.
Il sociologo si sofferma sulle esigenze e sulle inclinazioni maschili, tra le quali il disimpegno e la libertà.
Non poteva mancare un capitolo sulla promiscuità, agganciato a rievocazioni storiche antiche, come i culti dionisiaci, e moderne, come le comunità comuniste erotiche fondate negli Stati Uniti agli inizi del XIX secolo da Francis Wright e quelle degli anni sessanta del Novecento su entrambi i lati dell'oceano, come quella di Sandstone e di Oz. Dopo una breve spiegazione dello "stato nascente", il sociologo approfondisce le motivazioni della promuscuità negli omosessuali.
Nelle pagine successive, Alberoni si occupa dei meccanismi in grado di creare legami forti, come per esempio il piacere, oppure la perdita. Non mancano i capitoli dedicati alla gelosia, alla invidia, alla descrizione dettagliata del significato di "stato nascente" e alla distinzione fra innamoramento ed infatuazione.
Le conclusioni di Alberoni sono che nonostante le diversità di genere, il grande erotismo sboccia quando avviene una perfetta simbiosi fra i due esseri.

## Edizioni
- Francesco Alberoni, L'erotismo, Garzanti, 1986,  pp.255, cap.7.

## Traduzioni
| Paese                                    | Titolo      | Editore              | Anno | Codice ISBN |
| ---------------------------------------- | ----------- | -------------------- | ---- | ----------- |
| Spagna, Barcellona                       | El erotismo | Gedisa               | 1986 |             |
| Francia, Parigi                          | L'érotisme  | Ramsay               | 1986 |             |
| Danimarca, Copenaghen                    | Erotik      | Information Forlag   | 1986 |             |
| Svezia, Göteborg                         | Erotik      | Korpen               | 1986 |             |
| Spagna, Barcellona                       | L'érotisme  | Laia                 | 1986 |             |
| Norvegia, Oslo                           | Erotikk     | Samlaget             | 1987 |             |
| Finlandia, Helsinki                      | Erotikka    | Otava                | 1987 |             |
| Germania, München                        | Erotik      | Piper                | 1987 |             |
| Portogallo, Venda Nova                   | O erotismo  | Bertrand             | 1988 |             |
| Brasile, Rio de Janeiro                  | O erotismo  | Rocco                | 1988 |             |
| Olanda, Amsterdam                        |             | Vitgeverij Balans    | 1987 |             |
| Corea del Sud, Shiyushi Publishing e Ed. |             |                      | 1989 |             |
| Giappone, Tokyo                          |             | Chuokoron-Sha        |      |             |
| Turchia, Istanbul                        |             | Literatur Yayincilik |      |             |
| Bulgaria, Sofia                          |             | Glibri               |      |             |
|                                          |             |                      |      |             |